# Suntiparp Boonkilang
Suntiparp Boonkilang (thailändisch สันติภาพ บุญเกลี้ยง; * 2. August 1994 in Samut Prakan), auch als Nook bekannt, ist ein thailändischer Fußballspieler.

## Karriere
Suntiparp Boonkilang erlernte das Fußballspielen in der Jugend von Ratchaburi Mitr Phol. Hier unterschrieb er Anfang Juni 2017 seinen ersten Vertrag. Der Verein aus Ratchaburi spielte in der ersten Liga, der Thai League. Die Saison 2018 wurde er an den ebenfalls in der ersten Liga spielenden Ubon UMT United ausgeliehen. Am Ende der Saison musste er mit Ubon in die zweite Liga absteigen. Nach der Ausleihe kehrte er nach Ratchaburi zurück. Hier wurde sein Vertrag nicht verlängert. Die Saison 2019 spielte er beim Viertligisten Samut Prakan FC. Mit dem Verein aus Samut Prakan spielte er viermal in der Bangkok Metropolitan Region der Liga. Die Saison 2020/21 stand er beim Drittligisten Muangkan United FC in Kanchanaburi unter Vertrag. Am Ende der Saison feierte er die Meisterschaft der Western Region sowie den anschließenden Aufstieg in die zweite Liga. Nach dem Aufstieg verließ er den Verein und schloss sich im Mai 2021 den in der Southern Region spielenden Drittligisten Songkhla FC. Am Ende Spielzeit 2022/23 wurde er mit dem Verein aus Songkhla Meister der Region. In den Aufstiegsspielen zur zweiten Liga konnte man sich jedoch nicht durchsetzen. Der Samut Sakhon City FC, ein Drittligist aus Samut Sakhon, nahm ihn die Spielzeit 2023/24 unter Vertrag. Mit dem Verein spielte er 20-mal in der Bangkok Metropolitan Region der Liga. Nach einer Spielzeit wechselte er im Sommer 2024 zum Zweitligaaufsteiger Bangkok FC. Sein Zweitligadebüt gab Suntiparp Boonkilang am 11. August 2024 (1. Spieltag) im Heimspiel gegen den Ayutthaya United FC. Bei dem 2:1-Erfolg stand er in der Startelf und spielte die kompletten 90 Minuten. Nach fünf Ligaspielen wechselte er im Januar 2025 zum Drittligisten Navy FC. Mit dem Verein aus Sattahip spielt er in der Eastern Region der Liga. Am Ende der Saison 2024/25 feierte er mit dem Verein die Meisterschaft der Region.

## Erfolge
Muangkan United FC
- Thai League 3 – West: 2020/21  ▲

Songkhla FC
- Thai League 3 – South: 2022/23

Navy FC
- Thai League 3 – East: 2024/25